# Хріниця Турчанинова
Хріниця Турчанинова, хрінниця Турчанінова (Lepidium turczaninowii) — вид рослин з родини капустяні (Brassicaceae), ендемік Криму, Україна.

## Опис
Напівкущик сизий, голий 15–20 см, утворює дернинки, з дуже гіллястим коротким головним стеблом. Листки товсті, прикореневі — двічі перисто-роздільні. Пелюстки білі, 2.5 мм довжиною. Суцвіття — китиця. Плід широкояйцеподібно-серцеподібний стручечок 4 мм завдовжки.
Цвіте в липні–серпні; плодоносить у серпні.

## Поширення
Ендемік Криму, Україна.
В Україні вид зростає на вапнякових схилах у східному Криму (Феодосія).

## Загрози й охорона
Загрозами є низька конкурентна здатність виду. За XX ст. зникло п'ять локалітетів в межах м. Феодосія (забудова, рудералізація). Подальша берегоукріпна та селитебна забудова може призвести до повного знищення виду.
Занесений до Червоної книги Україні в статусі «Зникаючий». Вид не зростає у природоохоронних територіях.